# Il cuore lo sa
Il cuore lo sa (Corazón delator) è un film del 2025 scritto e diretto da Marcos Carnevale.

## Trama
Un uomo d'affari con il cuore trapiantato si innamora di Valeria, la moglie del donatore. L'uomo aiuta segretamente il suo quartiere senza rivelare il legame che ha con il suo defunto marito.

## Distribuzione
Il film è stato distribuito sulla piattaforma Netflix a partire dal 30 maggio 2025.